# Vahur Afanasjev

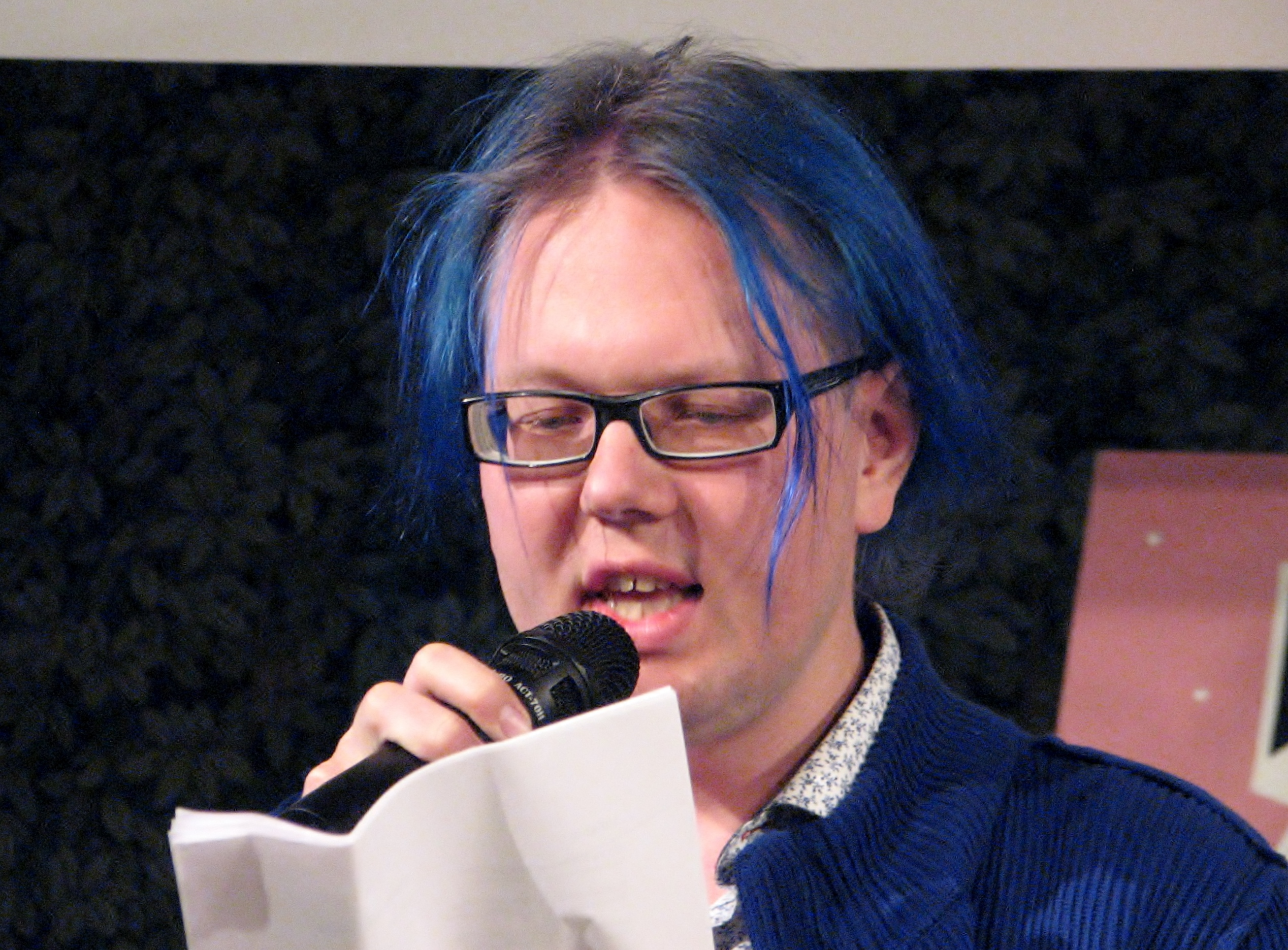
Vahur Afanasjev (2014)

Vahur Afanasjev (ur. 24 sierpnia 1979 w Tartu, zm. 11 maja 2021) – estoński pisarz i poeta.

## Życiorys
Studiował ekonomię na Uniwersytecie w Tartu, po studiach zajmował się dziennikarstwem i reklamą. Przebywał również w Brukseli, gdzie pracował w jednym z urzędów Unii Europejskiej.
Zaczął tworzyć utwory poetyckie w 1995 roku, po raz pierwszy opublikował je w estońskim czasopiśmie literackim Vikerkaar w roku 1998. Pierwszy zbiór poezji, zatytułowany Kandiline maailm (Kwadratowy świat)  został wydany w roku 2000. Od 2006 roku jest członkiem Stowarzyszenia Pisarzy Estońskich (Eesti Kirjanike Liit). W 2012 roku jego książka Minu Brüssel (Moja Bruksela), będąca satyrycznym zbiorem wspomnień z pobytu w Belgii otrzymała doroczną nagrodę dla najlepszej estońskiej książki podróżniczej. Szeroko nagradzana była również jego powieść Serafima ja Bogdan (Serafina i Bogdan), wydana w 2017 roku. Otrzymała ona nagrodę Stowarzyszenia Pisarzy Estońskich w roku 2017 oraz fundacji Eesti Kultuurkapital w 2018.
Oprócz literatury brał udział w kilku projektach muzycznych i filmowych.

## Twórczość

### Poezja
- Kandiline maailm (2000)
- Kaantega viin  (2004)
- Katedraal Emajões (2006)
- Eesti vaarao (2013)
- Kuidas peab elama (2014)
- Tünsamäe tigu  (2015)

### Proza
- Kanepi kirik (opowiadania, 2002)
- Kastraat Ontariost (powieść, 2005)
- Kaadrid otsustavad (2007)
- Kosmos (powieść, 2008)
- Minu Brüssel (wspomnienia, 2011)
- Serafima ja Bogdan (powieść, 2017)